# NGC 6407
NGC 6407 је лентикуларна галаксија у сазвежђу Паун која се налази на NGC листи објеката дубоког неба.
Деклинација објекта је - 60° 44' 23" а ректасцензија 17h 44m 57,8s. Привидна величина (магнитуда) објекта NGC 6407 износи 11,5 а фотографска магнитуда 12,5. Налази се на удаљености од 61,753 милиона парсека од Сунца. NGC 6407 је још познат и под ознакама ESO 139-22, PGC 60796.